# ذاكرة القراءة فقط القابلة للبرمجة والمسح

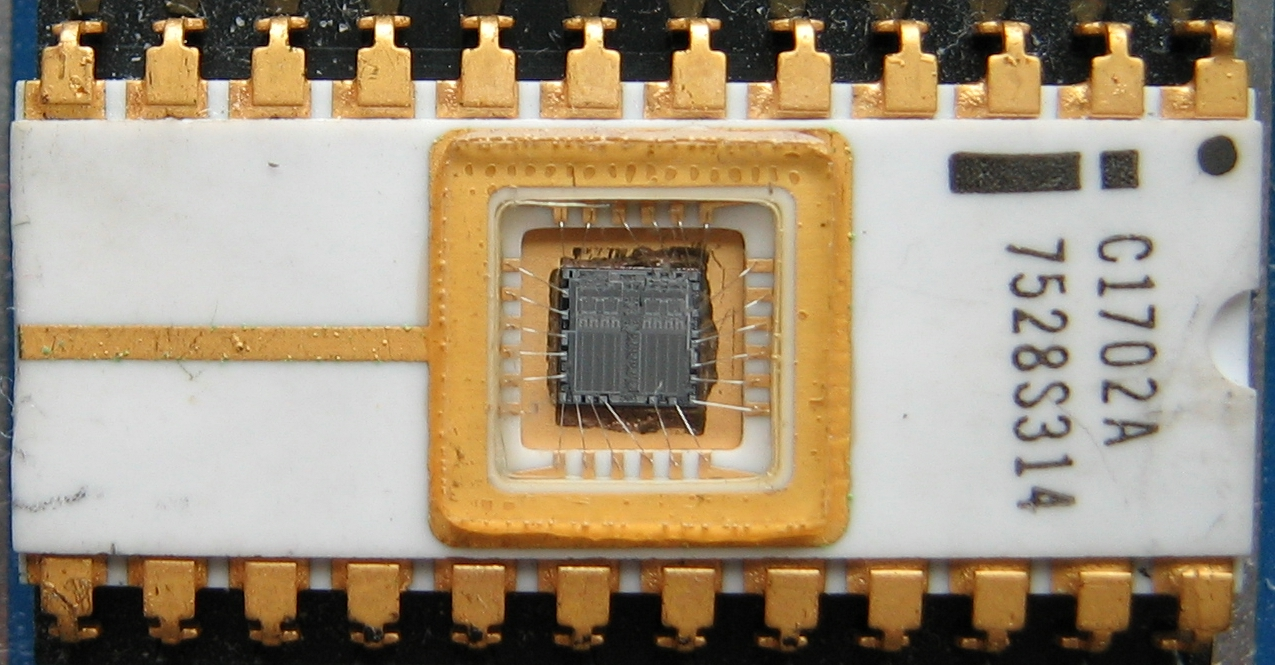
نافذة الكوارتز الصغيرة التي تدخل ضوء الأشعة فوق البنفسجية للمسح.

ذاكرة القراءة فقط القابلة للبرمجة والمسح (بالإنجليزية: Erasable Programmable Read-Only Memory)‏ EPROM، هي نوع من رقاقة الذاكرة التي تحتفظ ببياناتها عندما يطفأ عليها التيار الكهربائي. بعبارة أخرى، هي ذاكرة غير متطايرة. فهي مجموعة من رقائق الترانزستور ذات البوابة العائمة المبرمجة باستخدام جهاز كهربائي يوفر جهداً كهربائياً أعلى من الجهد الكهربائي المستخدم في الدوائر الكهربية العادية. بمجرد برمجتها، يمكن مسحها بتعريضها لمصدر قوي للآشعة فوق البنفسجية (مثل الصادر من مصباح بخار الزئبق. ذاكرة القراءة فقط القابلة للبرمجة والمسح يسهل تعريفها من خلال نافذة الكوارتز المنصهر الشفافة في أعلى العبوة، والتي من خلالها يمكن رؤية شريحة السليكون والتي تسمح بالتعرض للأشعة فوق البنفسجية خلال عملية المسح.

## معرض صور

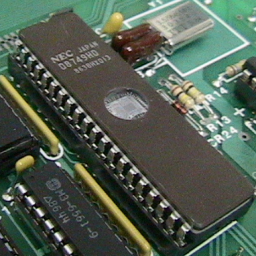
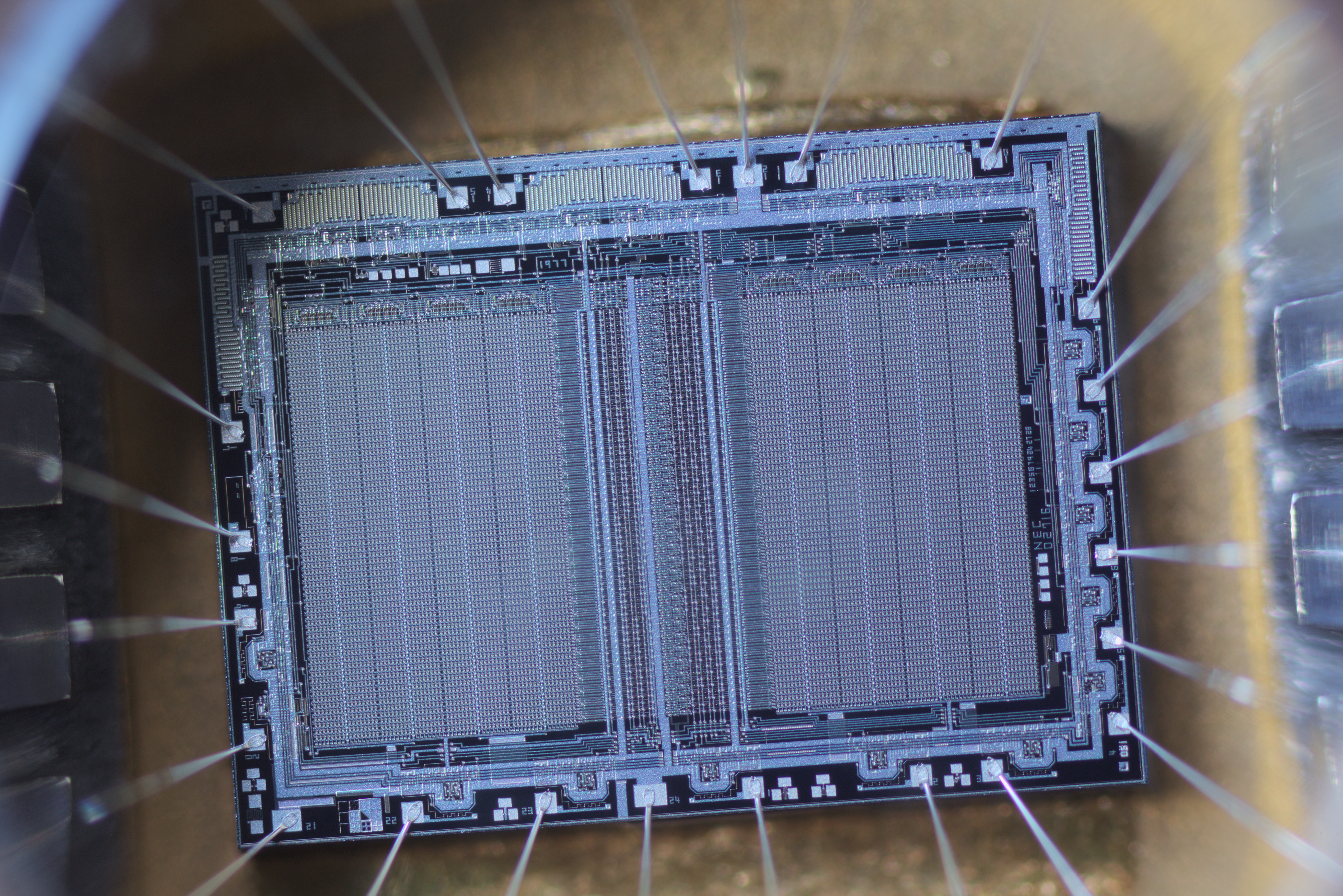
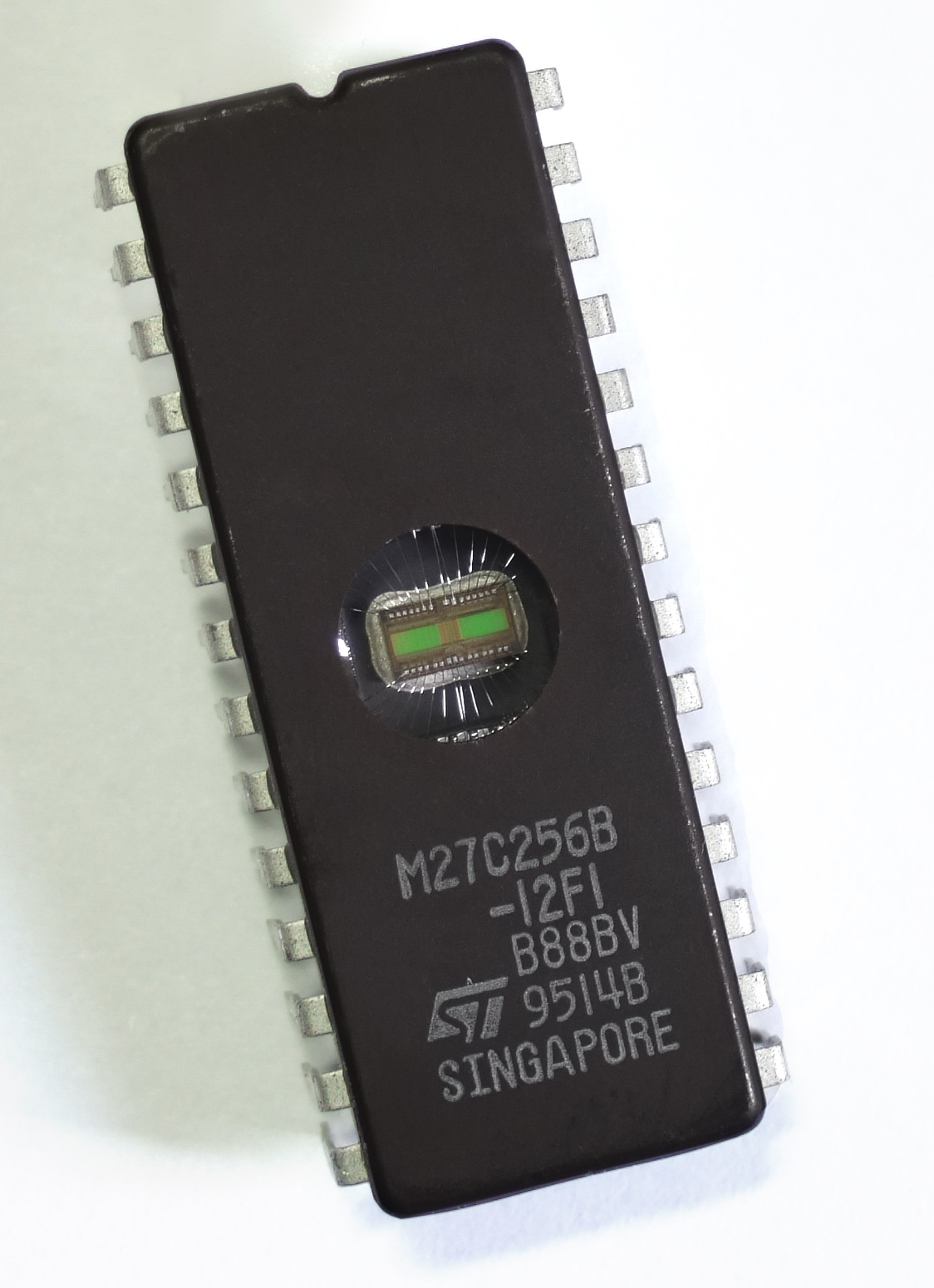